# Пітер Відмар
Пітер Відмар  (англ. Peter Vidmar, 3 червня 1961) — американський гімнаст, олімпійський чемпіон.

## Виступи на Олімпіадах
| Олімпіада         | Дисципліна       | Місце              |
| ----------------- | ---------------- | ------------------ |
| Лос-Анджелес 1984 | абсолютний залік | 2                  |
| Лос-Анджелес 1984 | командний залік  | 1                  |
| Лос-Анджелес 1984 | вільні вправи    | 7                  |
| Лос-Анджелес 1984 | опорний стрибок  | 10T (кваліфікація) |
| Лос-Анджелес 1984 | паралельні бруси | 4T (кваліфікація)  |
| Лос-Анджелес 1984 | перекладина      | 4T                 |
| Лос-Анджелес 1984 | кільця           | 4T                 |
| Лос-Анджелес 1984 | кінь             | 1T                 |